# Andrea Cassarà
Andrea Cassarà (* 3. ledna 1984 Passirano, Itálie) je italský sportovní šermíř, který se specializuje na šerm fleretem.
Itálii reprezentuje od prvního desetiletí jednadvacátého století. Na olympijských hrách startoval v roce 2004, 2008, 2012 a 2016 v soutěži jednotlivců a družstev. V soutěži jednotlivců získal na olympijských hrách 2004 bronzovou olympijskou medaili. V roce 2011 získal titul mistra světa v soutěži jednotlivců a je čtyřnásobným mistrem Evropy z let 2002, 2005, 2008 a 2015. S italským družstvem fleretistů vybojoval na olympijských hrách 2004 a 2012 zlatou olympijskou medaili. S italským družstvem je pětinásobným (2003, 2008, 2009, 2013, 2015) mistrem světa a šestinásobným (2002, 2005, 2009, 2010, 2011, 2012) mistrem Evropy. V roce 2008 italské družstvo přišlo o prvenství na mistrovství Evropy kvůli pozitivnímu dopingovému nálezu krajana Andrea Baldiniho.